# Āvīn
Āvīn (persiska: آوین, Āvīn-e Masjedlū) är en ort i Iran.   Den ligger i provinsen Östazarbaijan, i den nordvästra delen av landet, 400 km nordväst om huvudstaden Teheran. Āvīn ligger 1 985 meter över havet och antalet invånare är 617.
Terrängen runt Āvīn är kuperad åt sydväst, men åt nordost är den bergig. Runt Āvīn är det ganska glesbefolkat, med 40 invånare per kvadratkilometer. Närmaste större samhälle är Tark, 13,3 km söder om Āvīn. Trakten runt Āvīn består i huvudsak av gräsmarker.